# 빙권

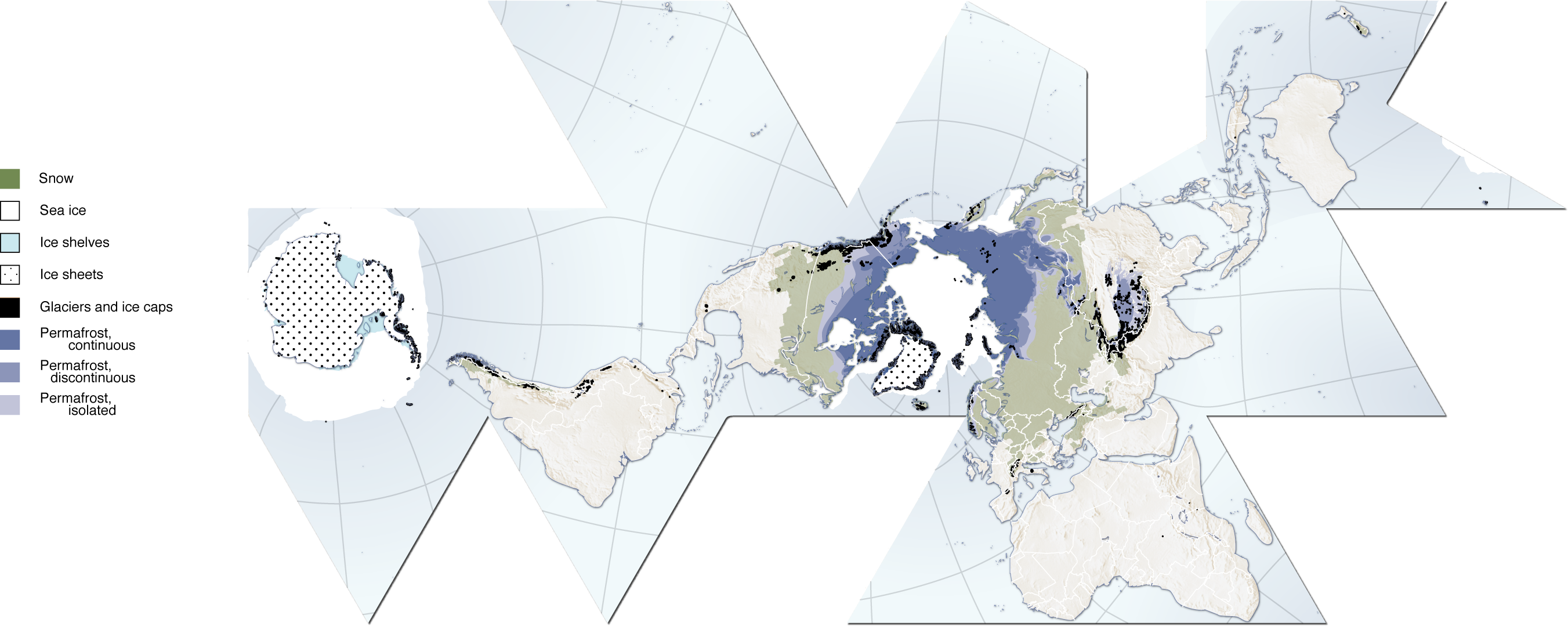
빙권과 더 큰 구성 요소 개요

빙권 또는 지구빙권(cryosphere)은 물이 고체 형태로 존재하는 지구 표면 부분을 가리키는 포괄적인 용어이다. 여기에는 해빙, 호수나 강의 얼음, 눈, 빙하, 빙모, 빙상, 얼어붙은 땅(영구동토 포함)이 포함된다. 따라서 수권과 겹치는 부분이 있다. 빙권은 지구 기후 시스템의 필수적인 부분이다. 또한 기후 시스템에 대한 중요한 피드백도 있다. 이러한 피드백은 표면 에너지와 수분 플럭스, 구름, 물 순환, 대기 및 해양 순환에 대한 빙권의 영향에서 비롯된다.
이러한 피드백 과정을 통해 빙권은 지구 기후와 지구 변화에 대한 기후 모형 반응에서 중요한 역할을 한다. 지구 표면의 약 10%가 얼음으로 덮여 있지만, 이는 급속히 감소하고 있다. 기후 변화로 인한 현재 빙권의 감소는 빙상 용해, 빙하 감소, 해빙 감소, 영구동토 해빙 및 적설 감소 등으로 측정할 수 있다.

## 같이 보기
- 저온생물학
- 극지
- 물의 순환